# Honda Indy 200
Honda Indy 200 (no Brasil: Grande Prêmio de Mid-Ohio) é uma corrida automobilística da IndyCar Series disputada no Mid-Ohio Sports Car Course, em Lexington, Ohio, nos Estados Unidos.

## História
A primeira edição da prova foi em 1970 a contar para o campeonato  U.S. Formula 5000, que correu no circuito de 1970 a 1976. A Can-Am retomou a competição de 1977 a 1980-
Em 2007 a competição de monolugares regressou ao circuito quando a Indy Racing League realizou uma corrida. A corrida costumava fazer parte de um evento conjunto com a American Le Mans Series, no entanto a ALMS deixou de correr no Mid-Ohio a partir de 2013.
Desde 2007 que o Grande Prêmio é patrocinado pela Honda, em grande parte pela proximidade das fábricas de montagem de componentes em Marysville, East Liberty e Anna.

## Vencedores

### Formula A/Formula 5000 history
| Ano  | Piloto         | Equipe             | Chassis | Motor     |
| ---- | -------------- | ------------------ | ------- | --------- |
| 1970 | George Follmer | O'Neil Racing      | Lotus   | Ford      |
| 1971 | Sam Posey      | Champ Carr Inc.    | Surtees | Chevrolet |
| 1973 | Jody Scheckter | Taylor-Entin       | Trojan  | Chevrolet |
| 1974 | Brian Redman   | Haas Racing        | Lola    | Chevrolet |
| 1975 | Brian Redman   | Carl Haas/Jim Hall | Lola    | Chevrolet |
| 1976 | Brian Redman   | Carl Haas/Jim Hall | Lola    | Chevrolet |

### CART / Champ Car
| Ano                      | Piloto             | Equipe       | Chassis   | Motor               |
| ------------------------ | ------------------ | ------------ | --------- | ------------------- |
| 1980                     | Johnny Rutherford  | Chaparral    | Chaparral | Cosworth            |
| Não houve em 1981 e 1982 |                    |              |           |                     |
| 1983                     | Teo Fabi           | Forsythe     | March     | Cosworth            |
| 1984                     | Mario Andretti     | Newman/Haas  | Lola      | Cosworth            |
| 1985                     | Bobby Rahal        | TrueSports   | March     | Cosworth            |
| 1986                     | Bobby Rahal        | TrueSports   | March     | Cosworth            |
| 1987                     | Roberto Guerrero   | Granatelli   | March     | Cosworth            |
| 1988                     | Emerson Fittipaldi | Patrick      | Lola      | Chevrolet-Ilmor     |
| 1989                     | Teo Fabi           | Porsche      | March     | Porsche             |
| 1990                     | Michael Andretti   | Newman/Haas  | Lola      | Chevrolet-Ilmor     |
| 1991                     | Michael Andretti   | Newman/Haas  | Lola      | Chevrolet-Ilmor     |
| 1992                     | Emerson Fittipaldi | Penske       | Penske    | Chevrolet-Ilmor     |
| 1993                     | Emerson Fittipaldi | Penske       | Penske    | Chevrolet-Ilmor     |
| 1994                     | Al Unser Jr.       | Penske       | Penske    | Ilmor               |
| 1995                     | Al Unser Jr.       | Penske       | Penske    | Mercedes-Benz-Ilmor |
| 1996                     | Alessandro Zanardi | Chip Ganassi | Reynard   | Honda               |
| 1997                     | Alessandro Zanardi | Chip Ganassi | Reynard   | Honda               |
| 1998                     | Adrian Fernandez   | Patrick      | Reynard   | Ford-Cosworth       |
| 1999                     | Juan Pablo Montoya | Chip Ganassi | Reynard   | Honda               |
| 2000                     | Helio Castroneves  | Penske       | Reynard   | Honda               |
| 2001                     | Helio Castroneves  | Penske       | Reynard   | Honda               |
| 2002                     | Patrick Carpentier | Forsythe     | Reynard   | Ford Cosworth       |
| 2003                     | Paul Tracy         | Forsythe     | Lola      | Ford Cosworth       |

### IndyCar Series
| Ano              | Piloto           | Equipe                        | Chassis | Motor     | Detalhes |
| ---------------- | ---------------- | ----------------------------- | ------- | --------- | -------- |
| 2007             | Scott Dixon      | Chip Ganassi                  | Dallara | Honda     | Detalhes |
| 2008             | Ryan Briscoe     | Penske                        | Dallara | Honda     | Detalhes |
| 2009             | Scott Dixon      | Chip Ganassi                  | Dallara | Honda     | Detalhes |
| 2010             | Dario Franchitti | Chip Ganassi                  | Dallara | Honda     |          |
| 2011             | Scott Dixon      | Chip Ganassi                  | Dallara | Honda     |          |
| 2012             | Scott Dixon      | Chip Ganassi                  | Dallara | Honda     |          |
| 2013             | Charlie Kimball  | Chip Ganassi                  | Dallara | Honda     |          |
| 2014             | Scott Dixon      | Chip Ganassi                  | Dallara | Honda     |          |
| 2015             | Graham Rahal     | Rahal Letterman Lanigan       | Dallara | Honda     |          |
| 2016             | Simon Pagenaud   | Penske                        | Dallara | Chevrolet |          |
| 2017             | Josef Newgarden  | Penske                        | Dallara | Chevrolet |          |
| 2018             | Alexander Rossi  | Andretti                      | Dallara | Honda     |          |
| 2019             | Scott Dixon      | Chip Ganassi                  | Dallara | Honda     |          |
| 2020 (Corrida 1) | Will Power       | Team Penske                   | Dallara | Chevrolet |          |
| 2020 (Corrida 2) | Colton Herta     | Andretti-Harding Steinbrenner | Dallara | Honda     |          |
| 2021             | Josef Newgarden  | Team Penske                   | Dallara | Chevrolet |          |
| 2022             | Scott McLaughlin | Team Penske                   | Dallara | Chevrolet |          |
| 2023             | Álex Palou       | Chip Ganassi Racing           | Dallara | Honda     |          |

## Outros nomes da prova

### CART / Champ Car
- Red Roof Inns 150 (1980)
- Escort Radar Warning 200 (1983-1988)
- Red Roof Inns 200 (1989-1990)
- Pioneer Electronics 200 (1991-1994)
- Miller Genuine Draft 200 (1995)
- Miller 200 (1996-1997)
- Miller Lite 200 (1998-2001)
- Grand Prix of Mid-Ohio (2002)
- Champ Car Grand Prix of Mid-Ohio (2003)

### IndyCar Series
- Honda Indy 200 (2007-)